# Style baroque sibérien

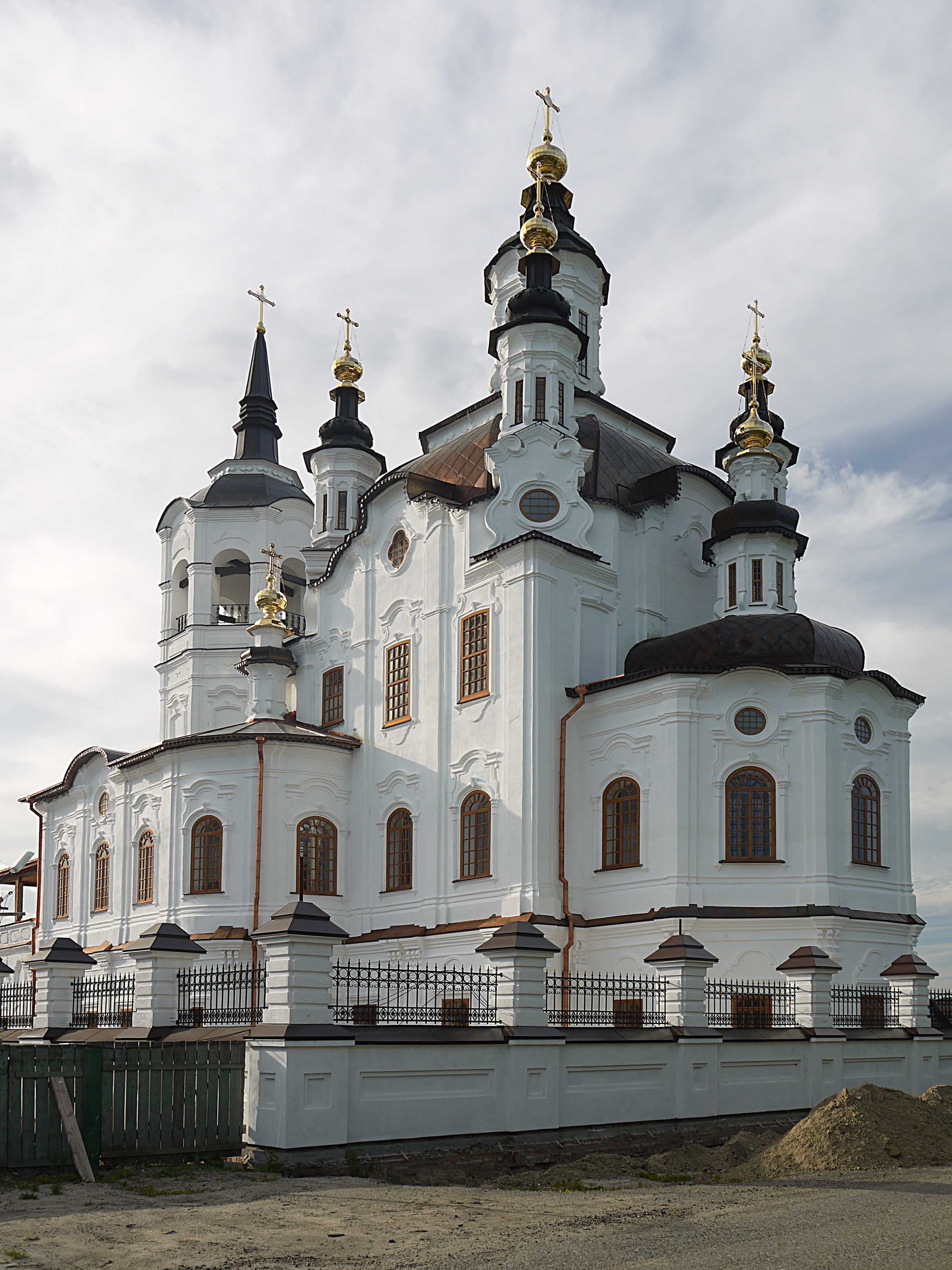
Église Zakharie et Élisabeth à Tobolsk (1758-1776)

Le Baroque sibérien est le terme le plus fréquemment utilisé pour désigner les édifices religieux de style baroque du XVIIIe siècle de Sibérie. En 1803, on dénombrait en Sibérie 115 églises construites en pierre. La grande majorité d'entre elles appartenait, quant à leur style, à une variante provinciale du baroque russe, avec des influences provenant du baroque ukrainien et dans certains cas des décors du bouddhisme tibétain. Un grand nombre d'édifices se retrouvent dans les villes d'Irkoutsk, de Tobolsk et de Tomsk et de Tioumen. Les intérieurs originaux qui ont subsisté sont rares et ne se trouvent pratiquement qu'à Irkoutsk, dans l'Église de l'Élévation de la Croix d'Irkoutsk .
Les églises de Sibérie du XVIIIe siècle, comme la plupart de celles de Moscou, baroques et rococos sont construites sans piliers  Le réfectoire et le clocher contigus sont situés à l'ouest. Elles se caractérisent souvent par de pittoresques volumes de plus en plus petits, empilés les uns au-dessus des autres. La décoration se démarque par des emprunts d'origine orientale comme les linteaux en forme de lancettes, ainsi que par des motifs d'inspiration bouddhiste tels la « Roue de Dharma » ou Dharmachakra .

## Sources

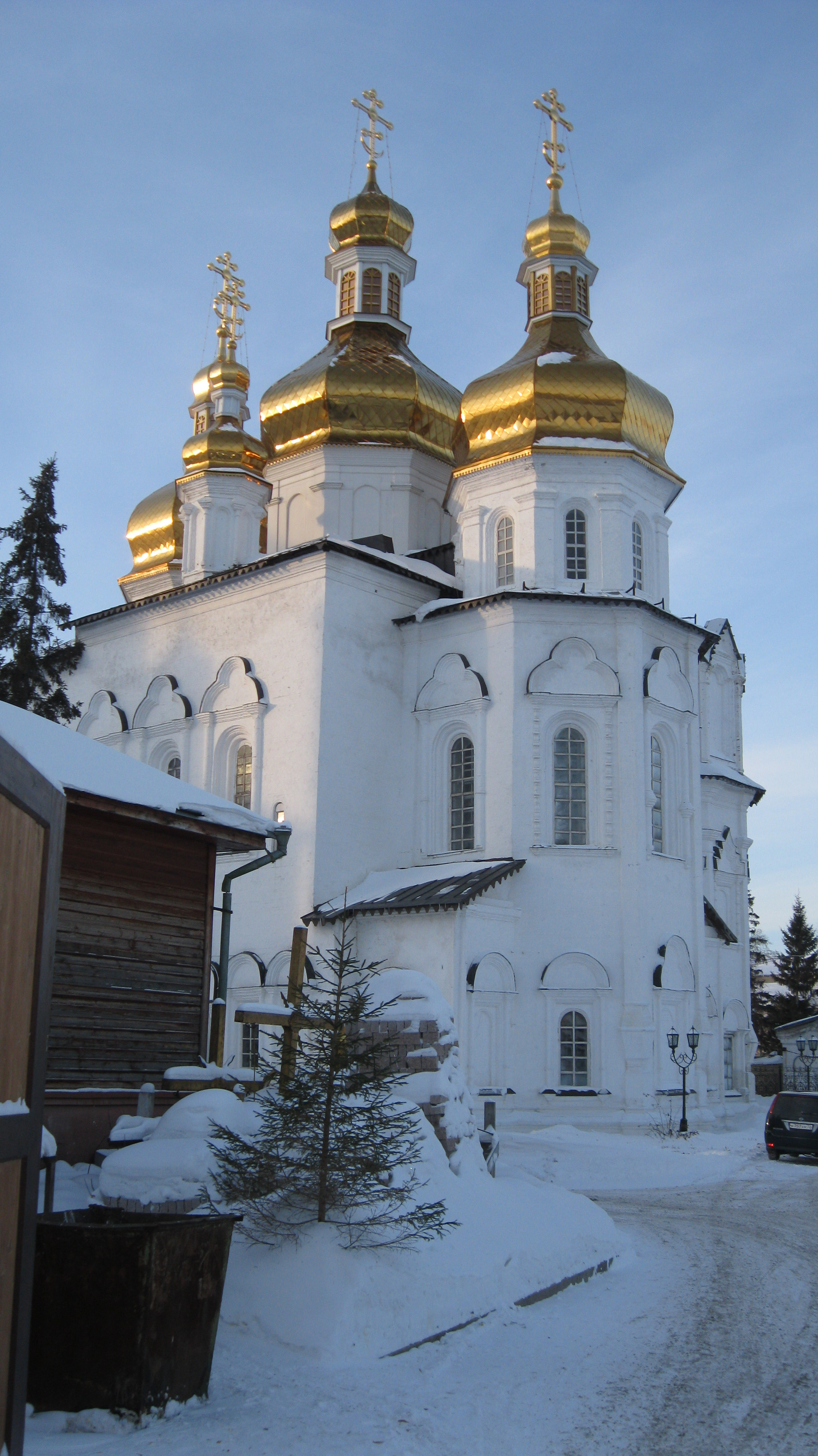
Cathédrale de la Trinité de Tioumen

Au XVIIe siècle, on ne trouve de bâtiments en pierre en Sibérie qu'au Kremlin de Tobolsk et au Monastère Notre-Dame-du-Signe d'Abalak. Ce sont des constructions dans lesquelles apparaissent de la décoration caractérisée par de la décoration soignée, des arabesques, des ramages. C'est dans cet esprit du baroque Narychkine qu'est réalisé le bâtiment en pierre le plus ancien du Tioumen : la Cathédrale de l'Annonciation, qui date de 1700-1704 et a été détruite durant la période soviétique en juin 1932 . La construction de la Cathédrale de la Trinité au sein du Monastère de la Sainte-Trinité de Tioumen qui a suivi, présente dans son style de nombreuses similitudes avec le baroque ukrainien. C'est la présence à cette époque de la nombreuse hiérarchie d'origine ukrainienne dans l'église en Sibérie qui explique cette influence. Les édifices sibériens qui ont suivi ont conservé d'autres éléments du baroque ukrainien et en particulier la dominante des cintrages verticaux . Les historiens d'art remarquent également des similitudes entre les premières églises de Tobolsk et les édifices religieux du début du XVIIIe siècle dans l'Oural. Par exemple en étudiant le style de la Cathédrale de la Trinité à Verkhotourié (qui est unique en son genre dans le style baroque Stroganov)  ou encore le monastère de la Dormition Dalmatovski, dans l'oblast de Kourgan.

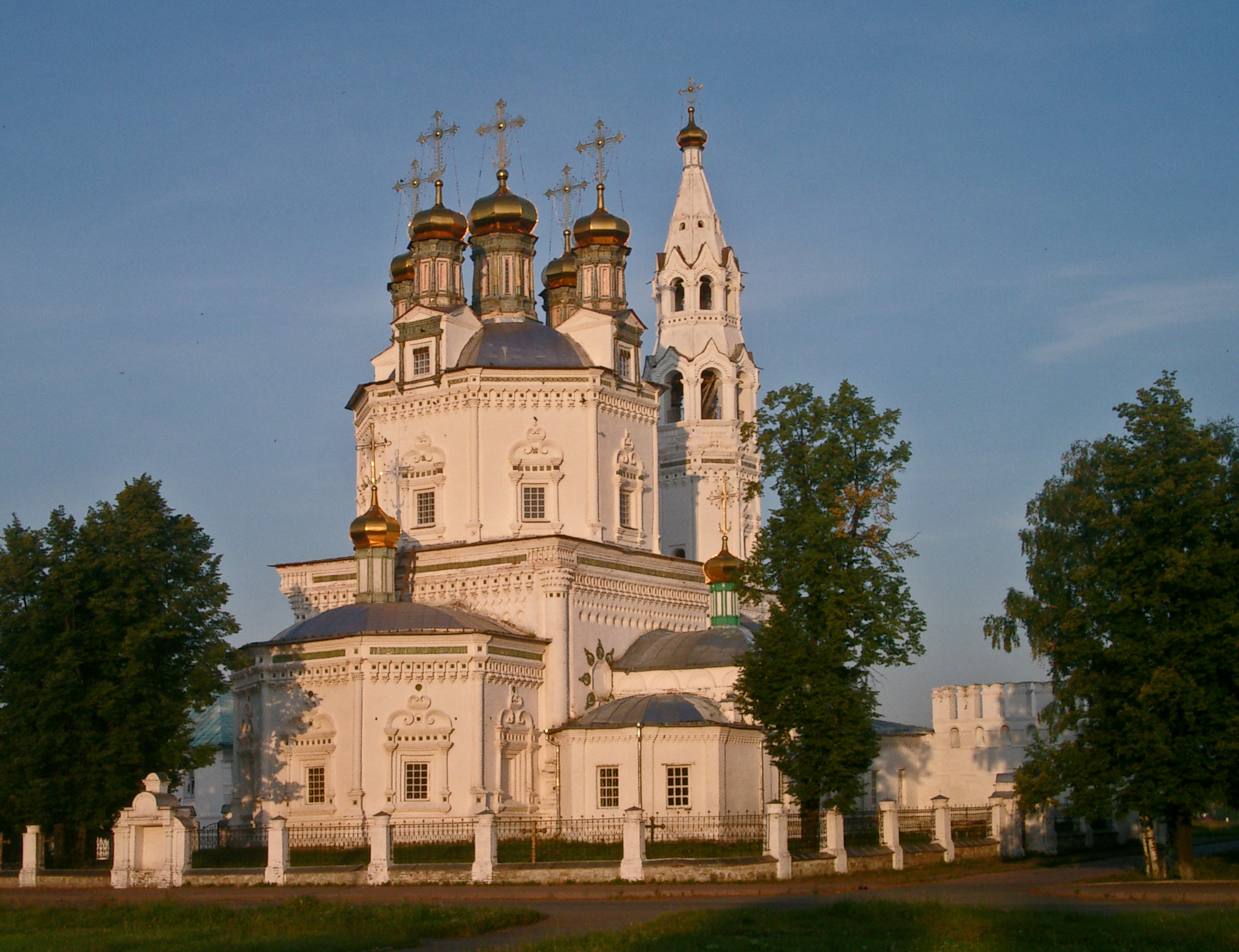
Cathédrale de la Sainte-Trinité de Verkhotourié

Parmi les premiers édifices en pierre à l'est de la Sibérie on peut citer : le monastère de la Dormition Nertchinski (1712), le monastère de la Transfiguration du Sauveur de Posolski (1718), l'église du Sauveur d'Irkouts et la cathédrale de l'Épiphanie d'Irkoutsk, l'église de la Dormition à Ienisseïsk, le monastère du Sauveur à Iakoutsk.

## Histoire de leur étude
Parmi les édifices religieux sibériens anciens de style baroque, l'Église de l'Élévation de la Croix d'Irkoutsk (1747-58), avec ses éléments décoratifs d'inspiration bouddhiste, attire déjà l'attention des chercheurs avant la Révolution d'Octobre 1917. Elle réunit avec bonheur ses sources culturelles ethniques variées. Cet ensemble unique rivalise avec les églises de l'Oural à Solikamsk : Église Saint-Jean-Baptiste (Solikamsk), ou, plus à l'Ouest, à celle de Solvytchegodsk : l'église du monastère de la Présentation de Marie au Temple , ou encore dans le Nord, avec celle de Siméon-le-Stylite à Veliki Oustioug. Igor Grabar, voyant dans cette église d'Irkoutsk la continuation provinciale et tardive du style baroque moscovite, avec ses tendances à l'exubérance décorative, écrit : « c'est une combinaison naïve de l'art de Moscou et de celui de l'Ukraine reliés entre eux comme dans un tapis aux motifs épais, mais avec une saveur particulière qui lui vient de l'Orient voisin ».
Les termes « baroque sibérien » apparaissent à partir de 1924 dans les textes du spécialiste régional d'Irkoutsk D. A. Boldyrev-Kazarine qui ajoute encore, à propos de l'église de l'Élévation de la Croix d'Irkoutsk, les termes « d'orgies exubérantes », de « coulées d'arabesques » auxquels se sont livrés les artistes sur les murs livrés à leurs talents. Partant de l'hypothèse suivant laquelle les artisans locaux Bouriates ont pris part à ces constructions, Boldurev-Kazarine, exprime ce constat qu'en Sibérie « certaines réalisations architecturales mongoles et chinoises ont repris la forme des kokochniks familiers aux Russes tandis que les « Ostyaks, Tatars et Ouzbeks » ont repris leur décoration spécifique dans les villes d'Ichim, de Tara et de Ialoutorovsk
La question des emprunts de l'Ukraine et de la Russie occidentale à l'architecture sibérienne du XVIIIe siècle se posait déjà à l'époque soviétique  Les chercheurs observaient que la « décoration bouriate » des églises d'Irkoutsk et l'organisation de leur volume se retrouve dans les villes du Nord russe occidental telles Totma et Veliki Oustioug T. S. Proskouriakovoï considère quant à lui que l'on peut distinguer deux types sub-régionaux de styles architecturaux sibériens ; celui de l'Ouest (Tobolsk, Tioumen et la région Est de l'Oural) et celui de l'Est avec Irkoutsk  Henri Kaptikov distingue également deux types de styles sibériens : l'occidental et l'oriental. Il voit également dans l'architecture sibérienne du XVIIIe siècle une école provinciale du baroque russe. Il considère celle-ci comme une école russe de province au même titre que les régions de Totma,Veliki Oustioug, de l'Oural et de Kirov (oblast de Kirov) dans le nord de la Russie européenne.

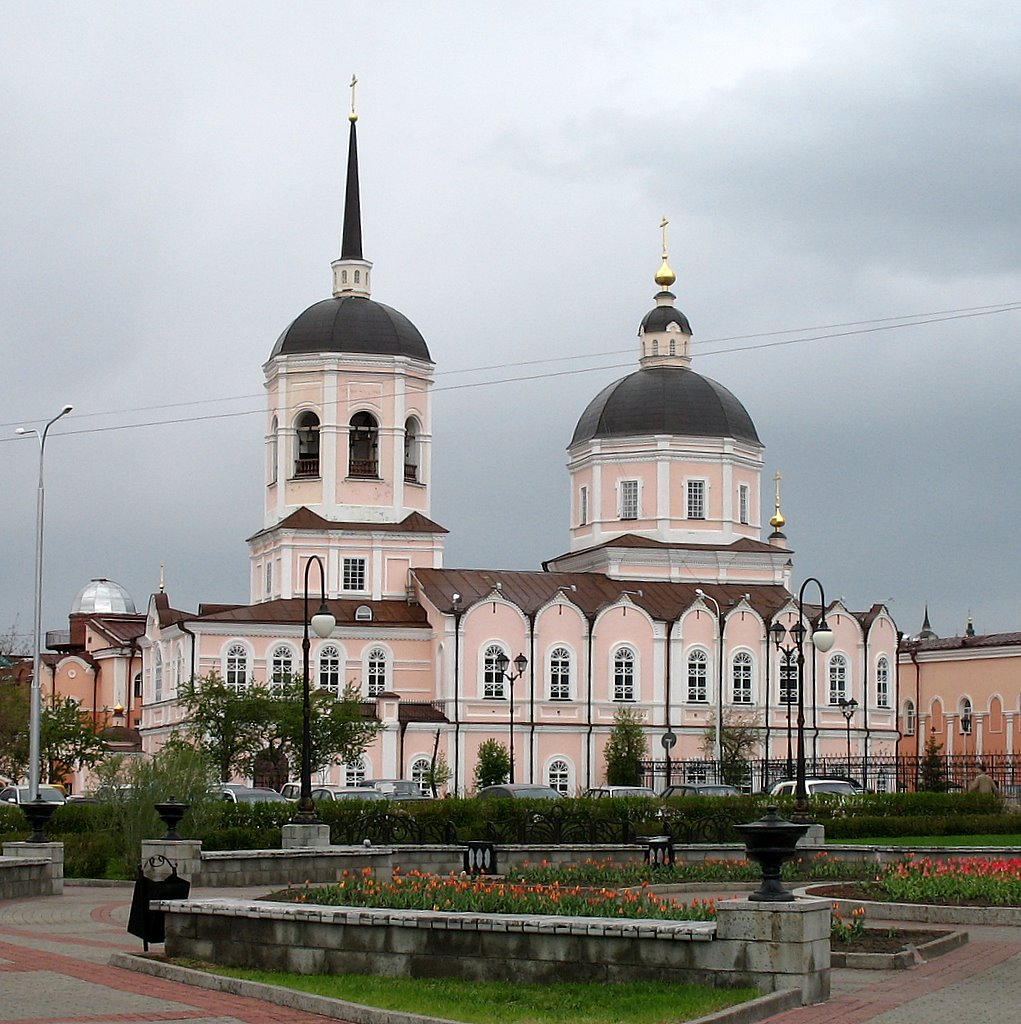
Cathédrale de l'Épiphanie à Tomsk
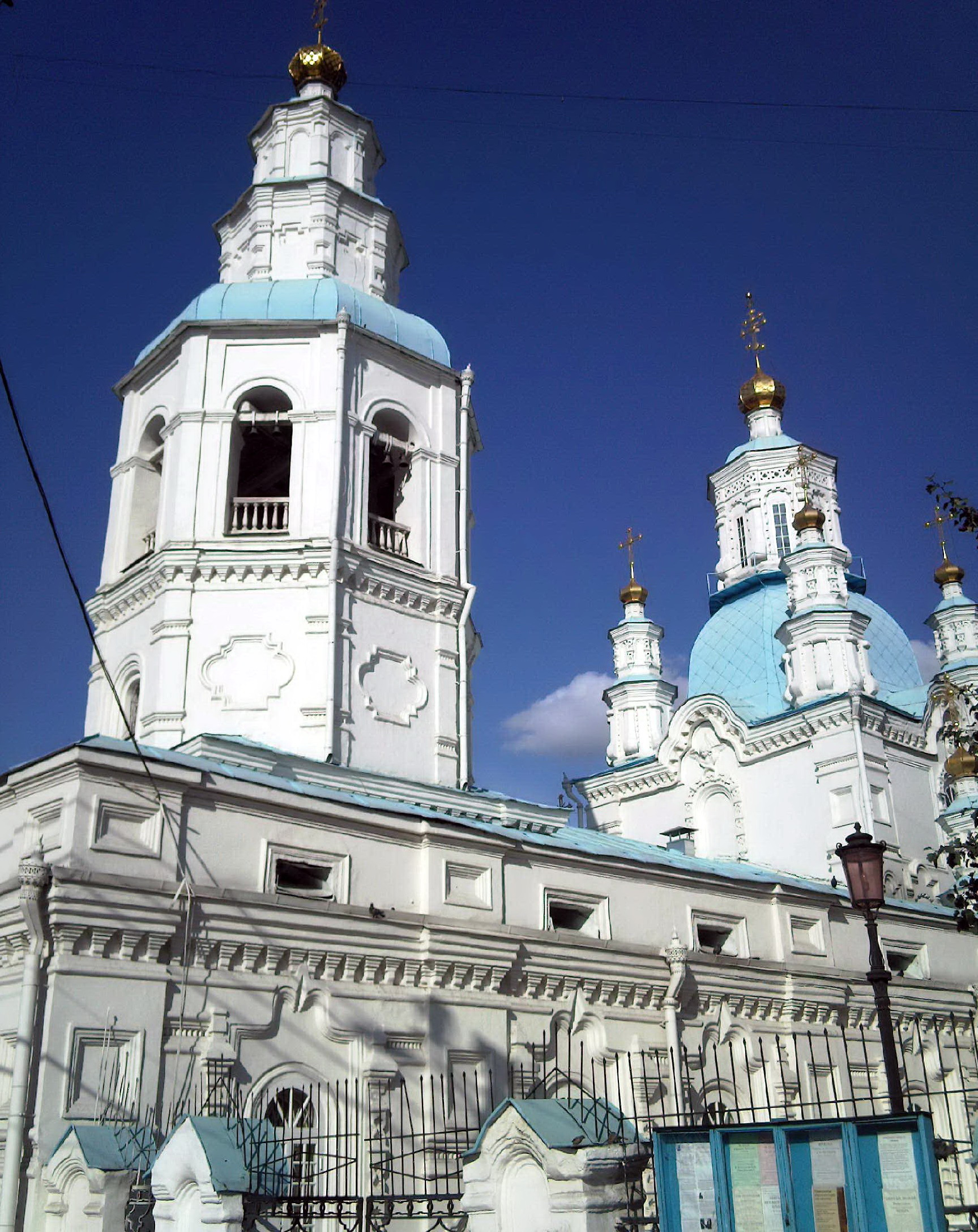
Cathédrale de l'Intercession de Krasnoïarsk
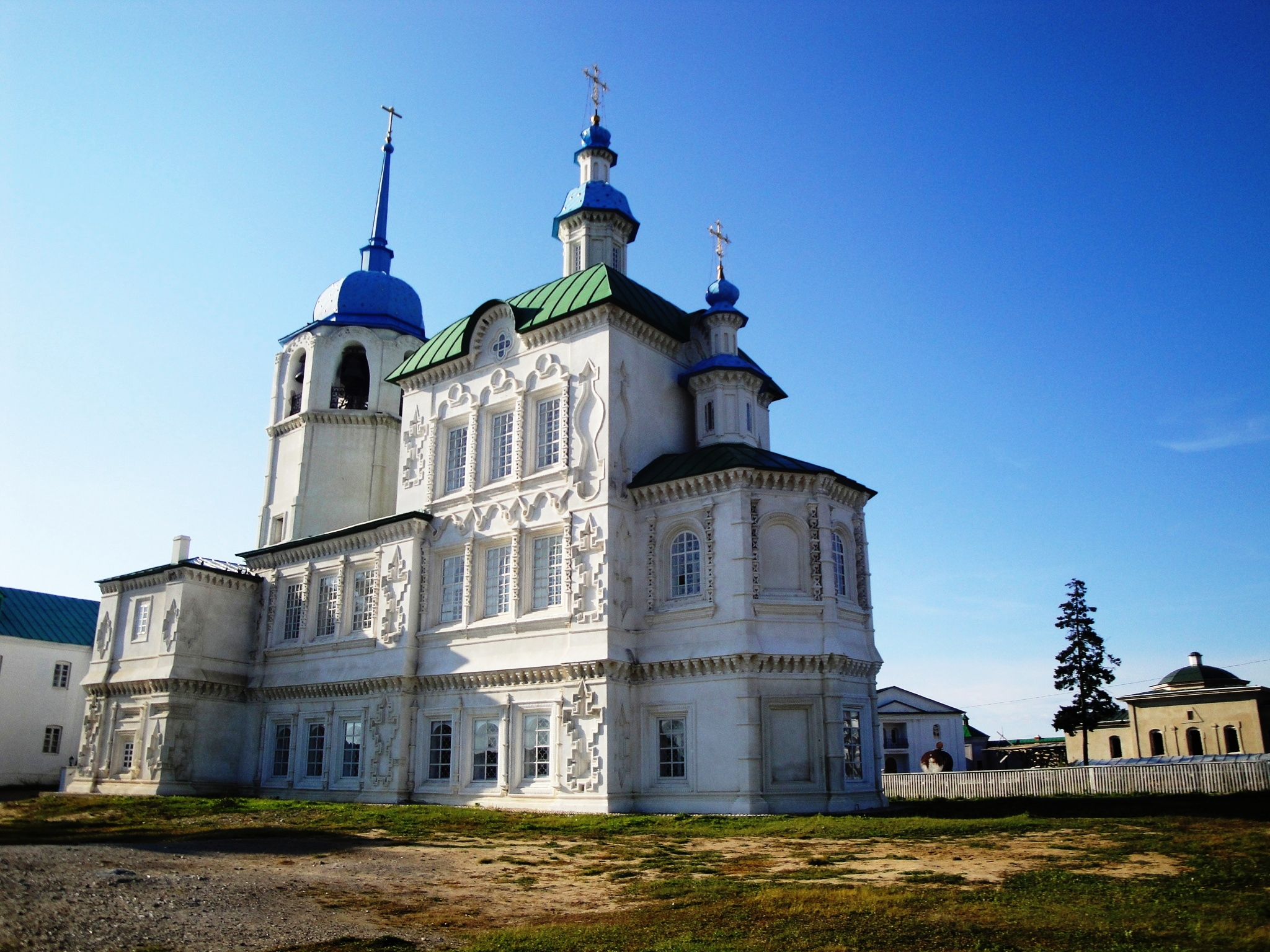
Cathédrale Posolski de la Transfiguration du Sauveur à Posolski
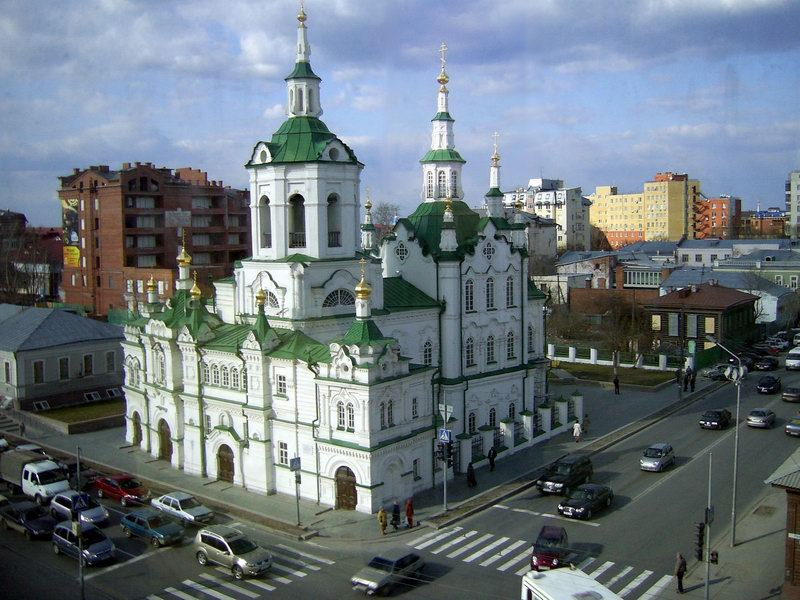
Église Saint-Sauveur de Tioumen
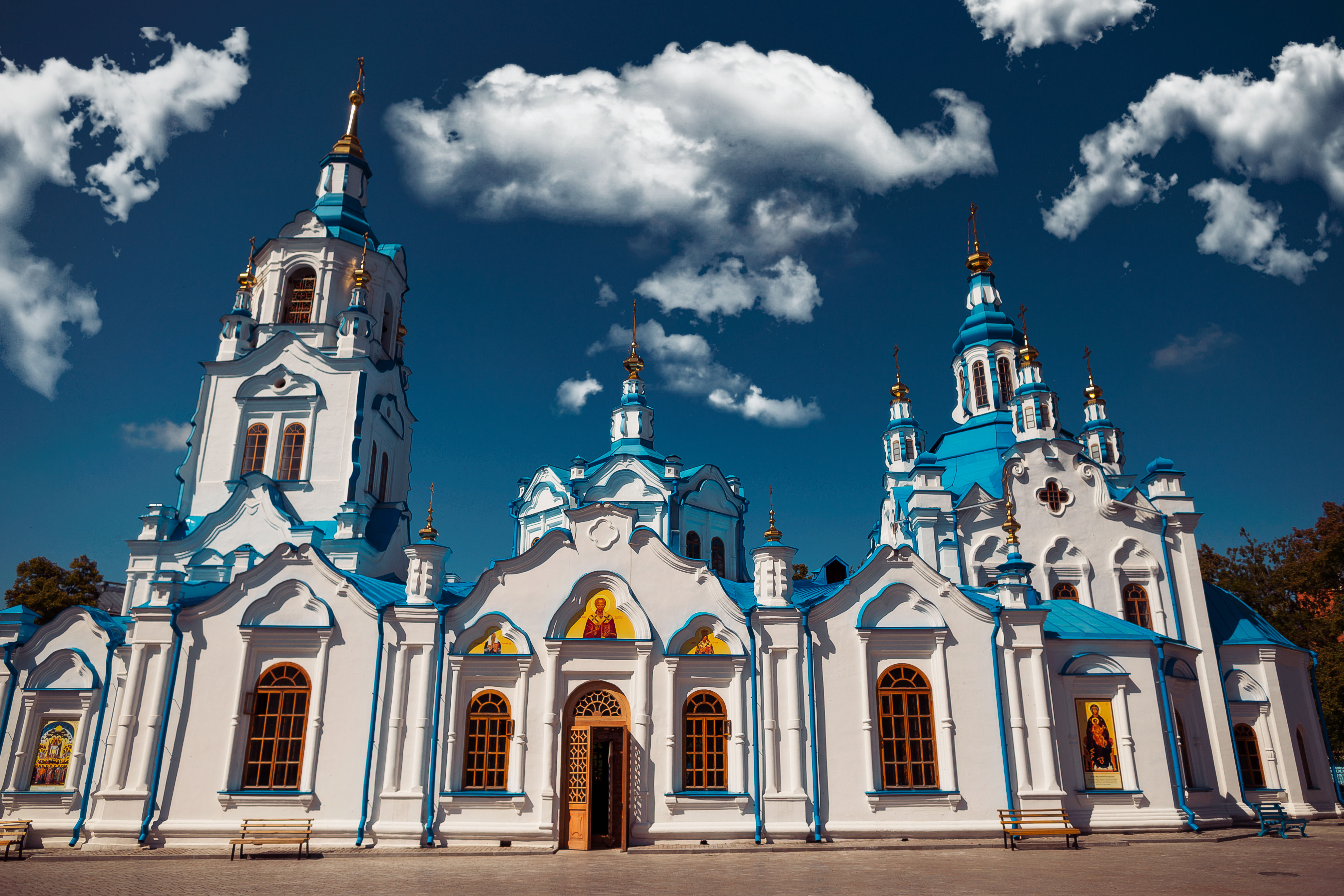
Cathédrale Notre-Dame du Signe de Tioumen
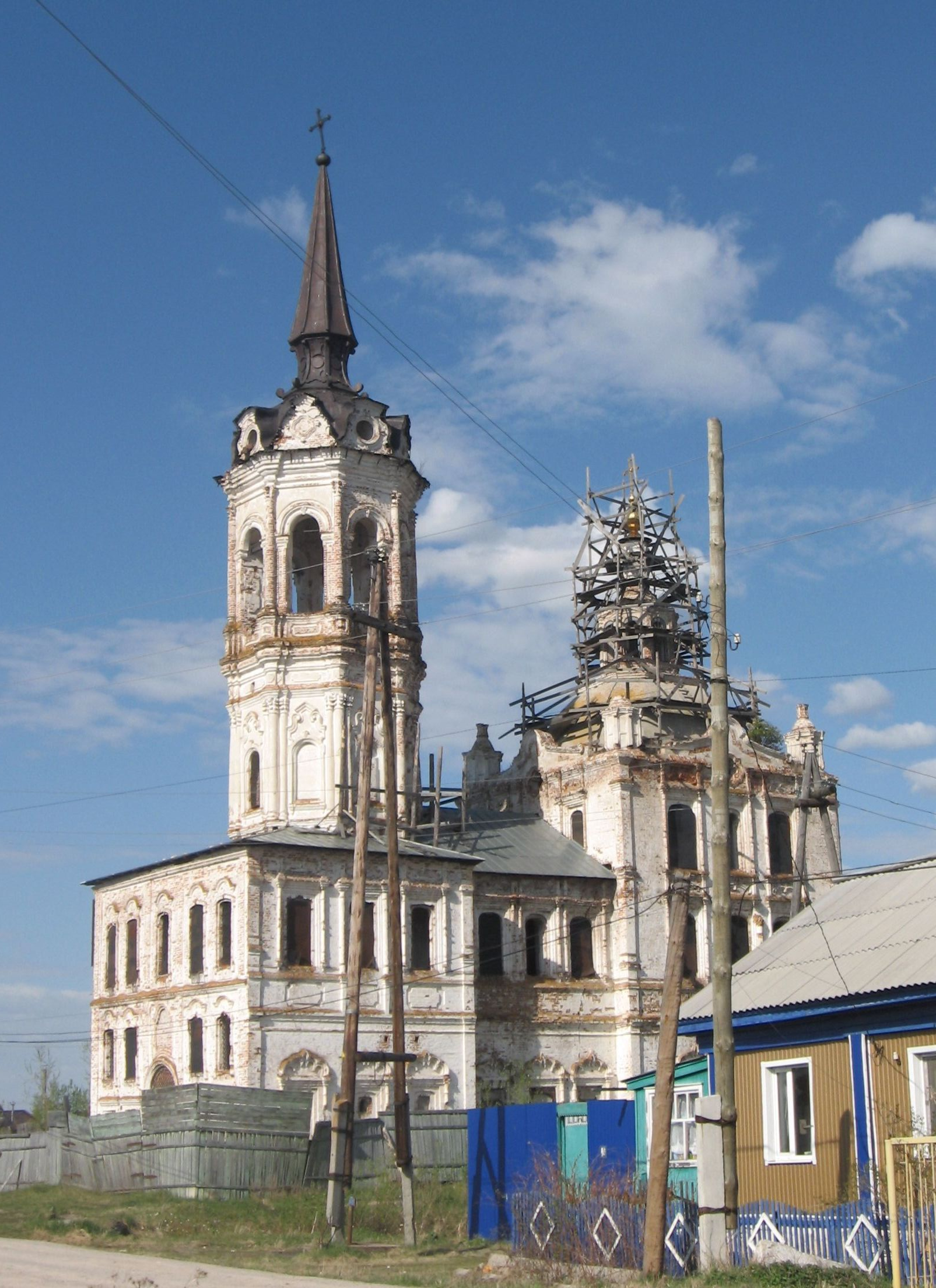
Église de l'Élévation de la Croix (Tobolsk)
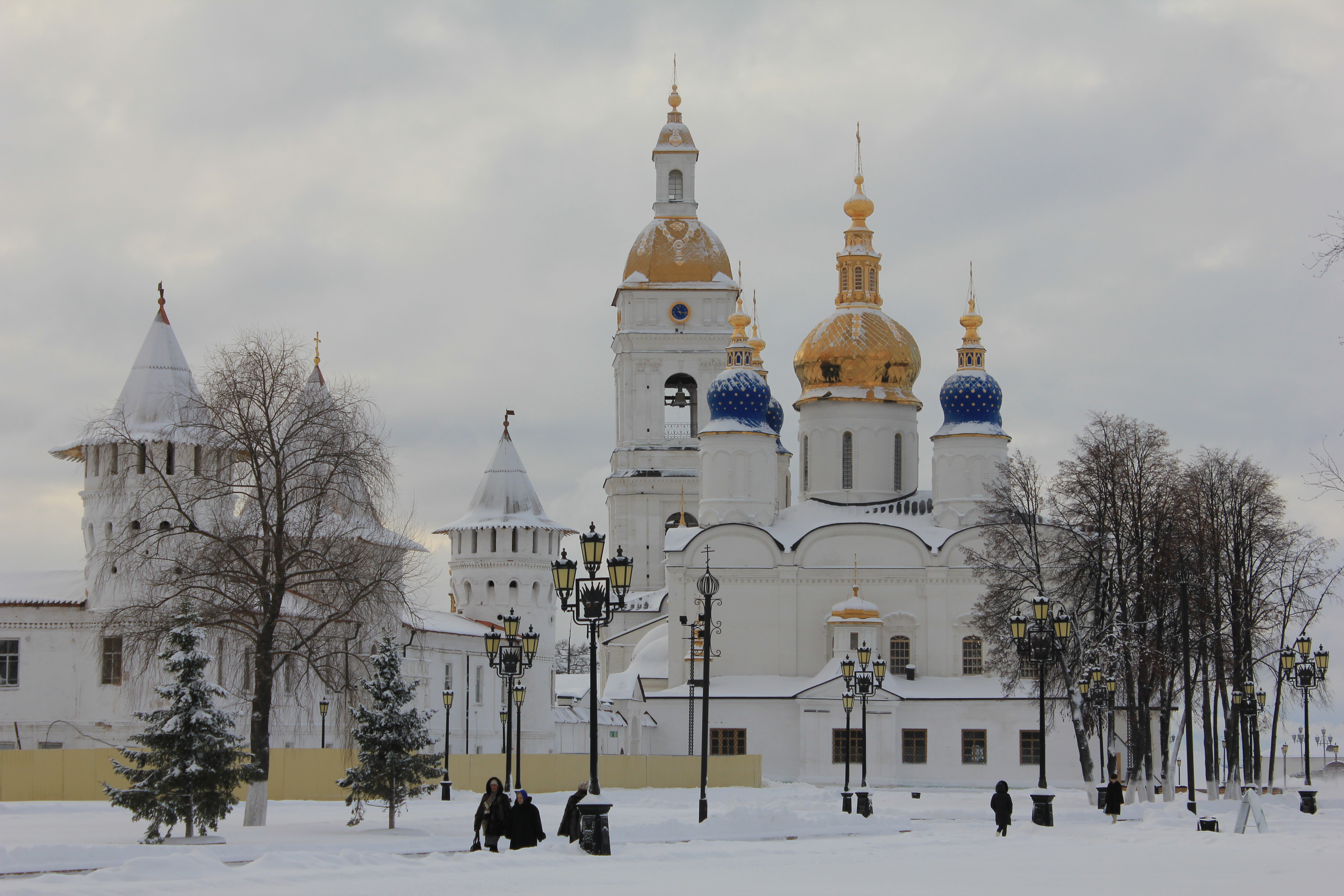
Cathédrale Sainte-Sophie de Tobolsk
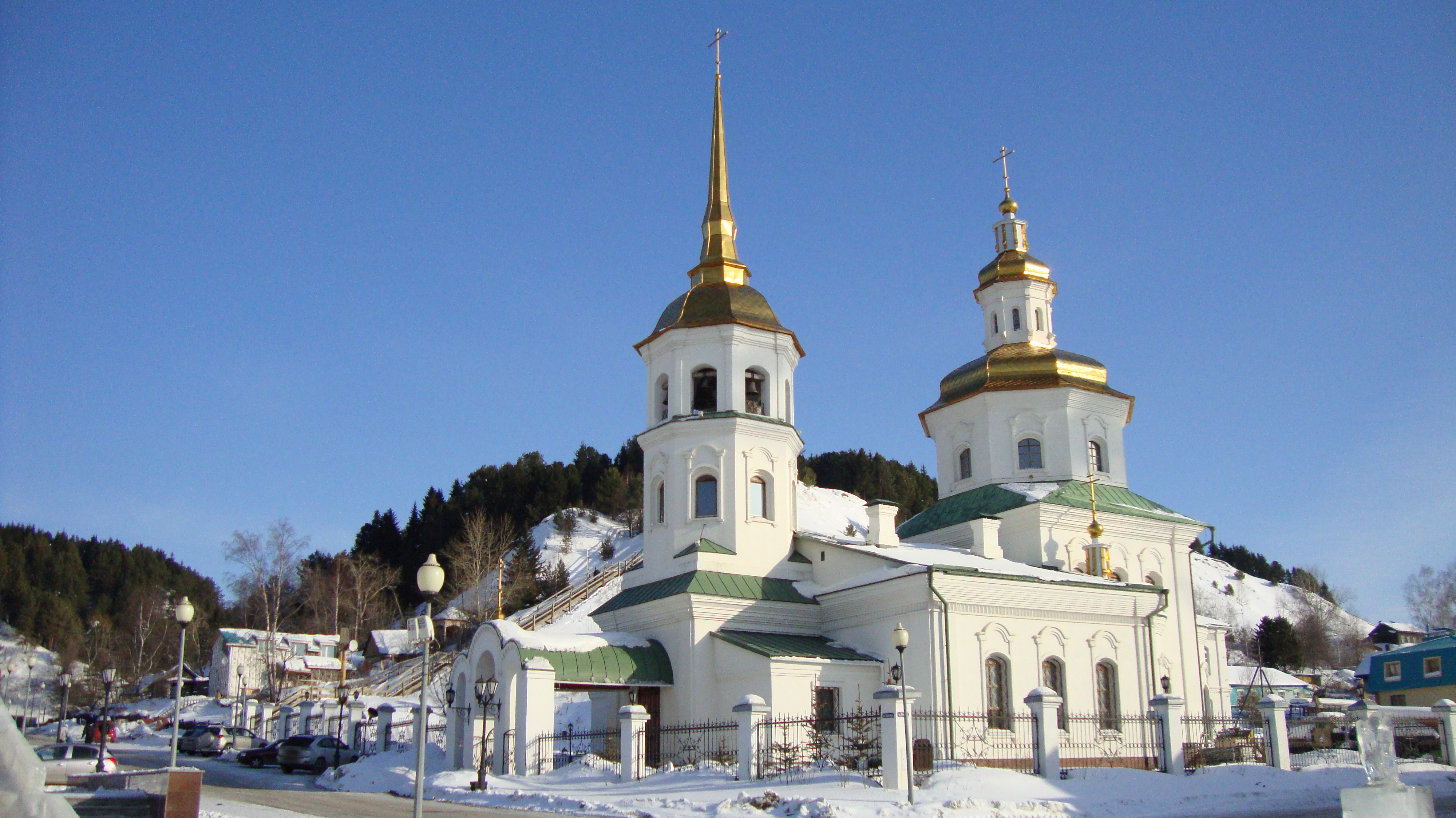
Église de l'Intercession-de-la-Vierge à Khanty-Mansiïsk
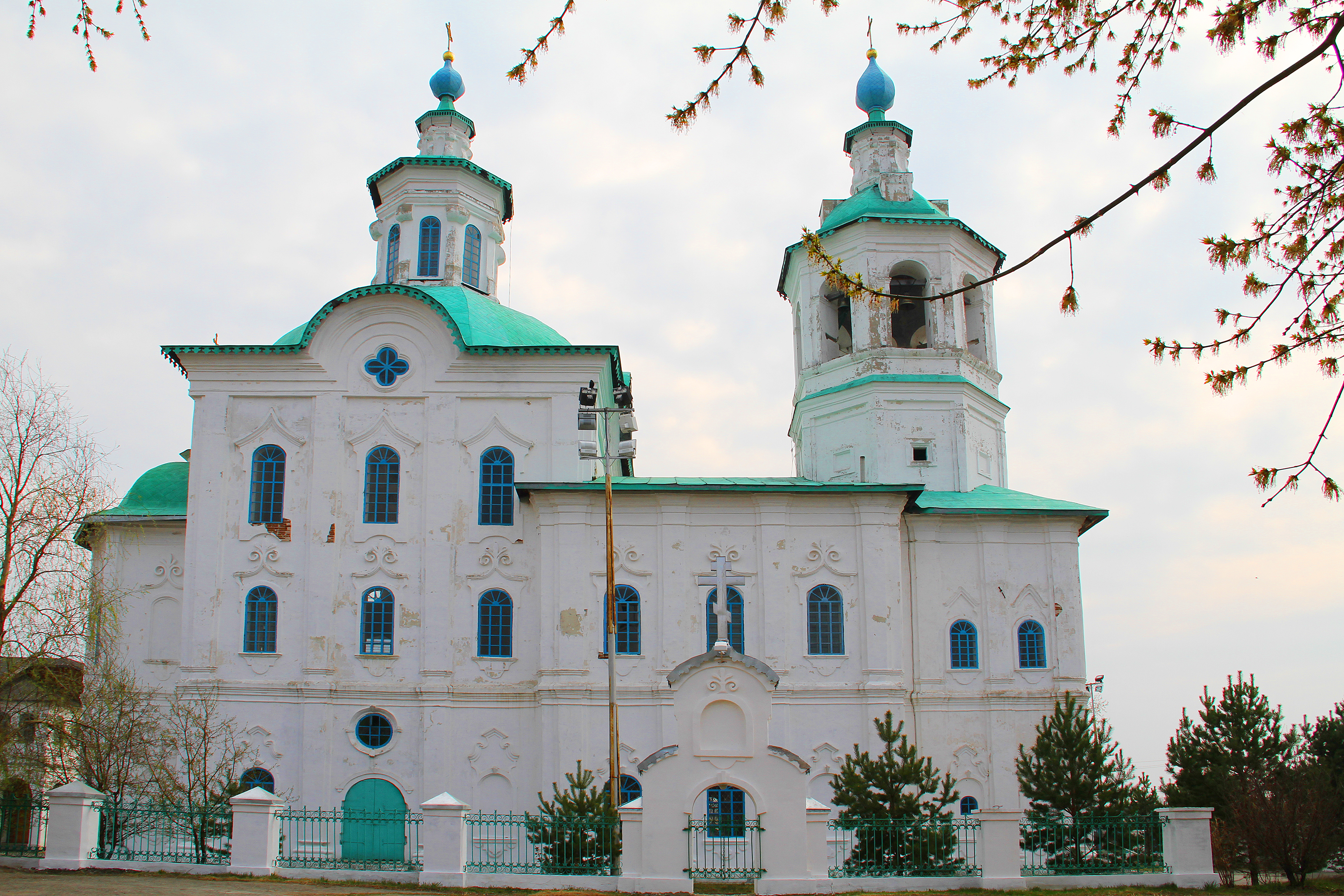
Cathédrale de l'Épiphanie à Ichim (ville)
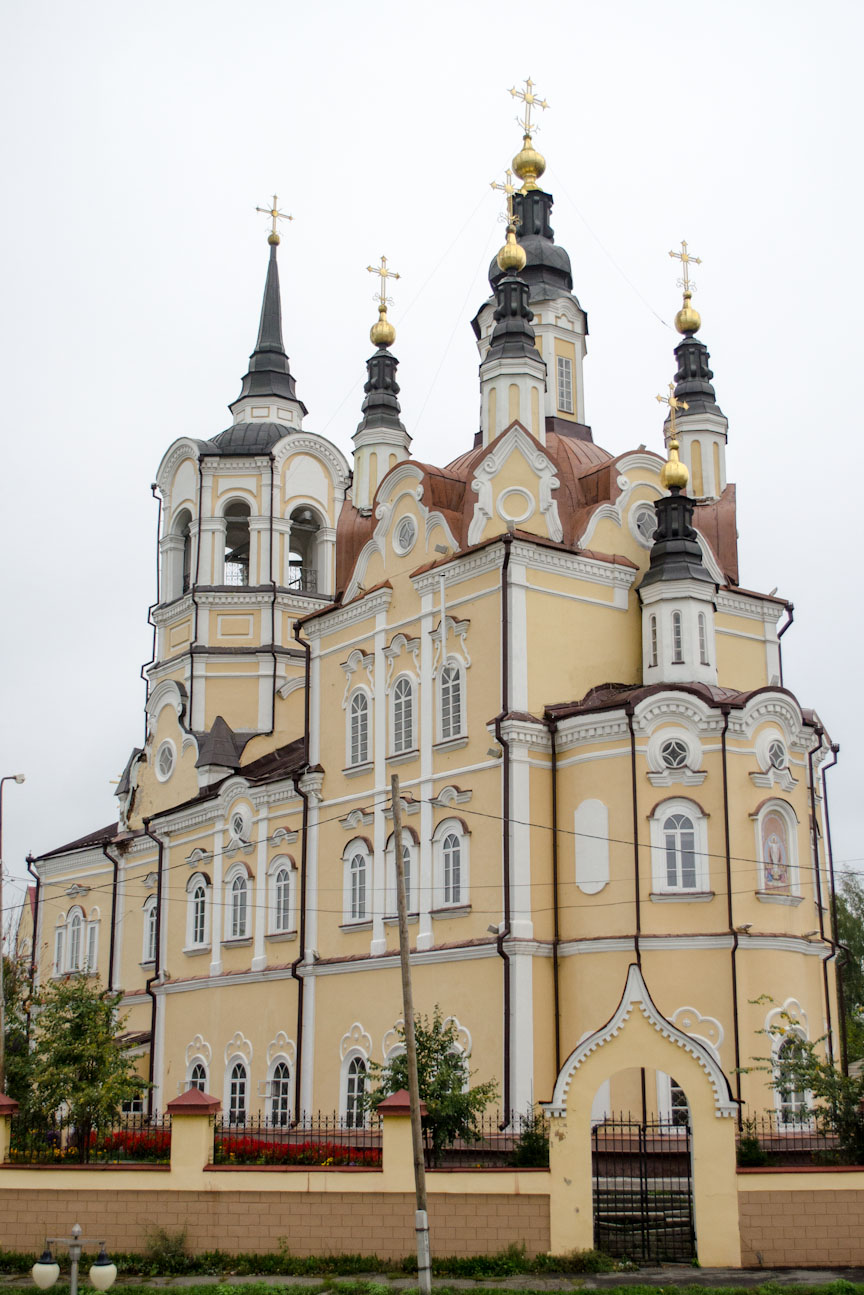
Église de la Résurrection de Tomsk
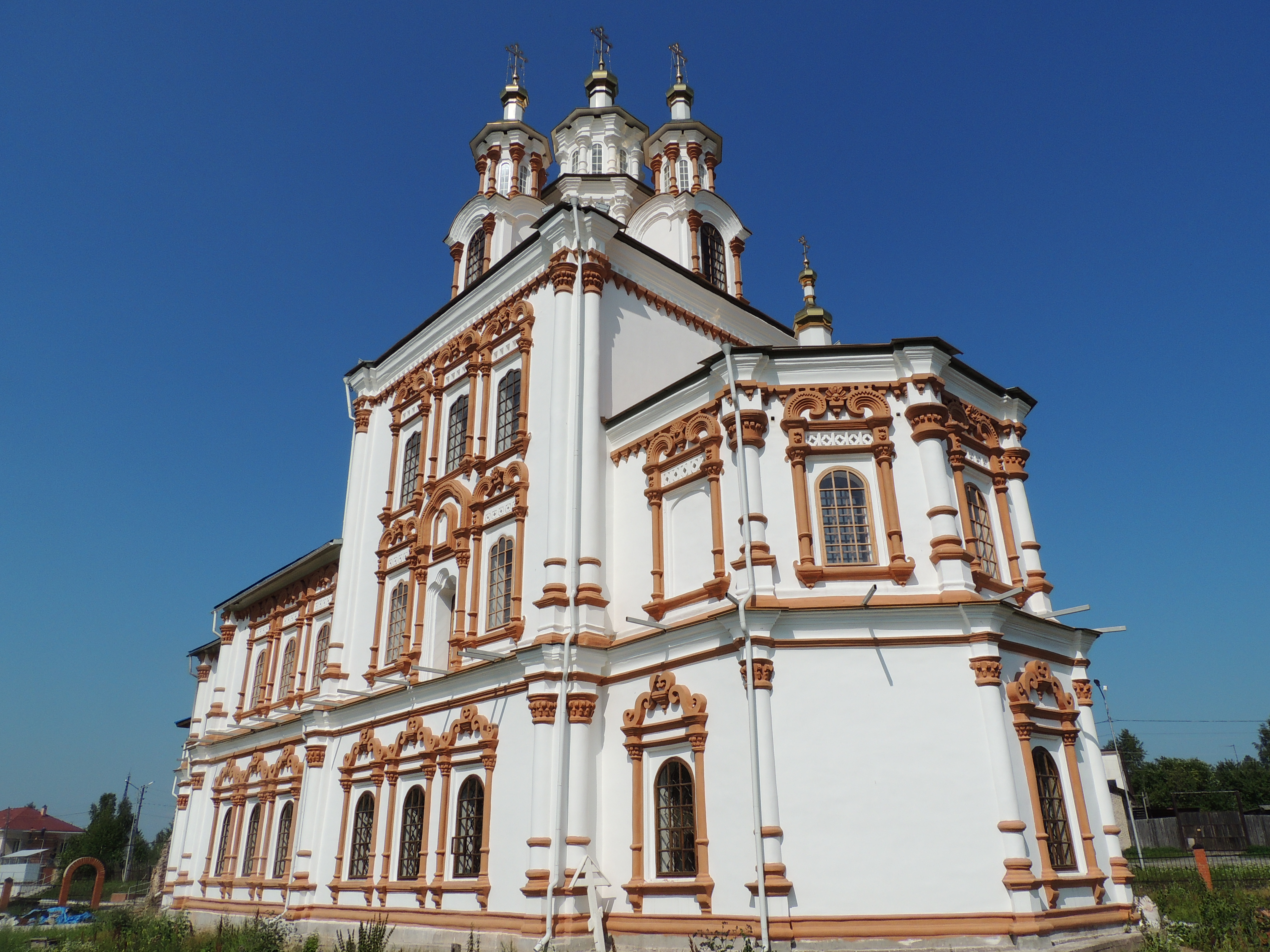
Cathédrale de la Présentation de Karpinsk
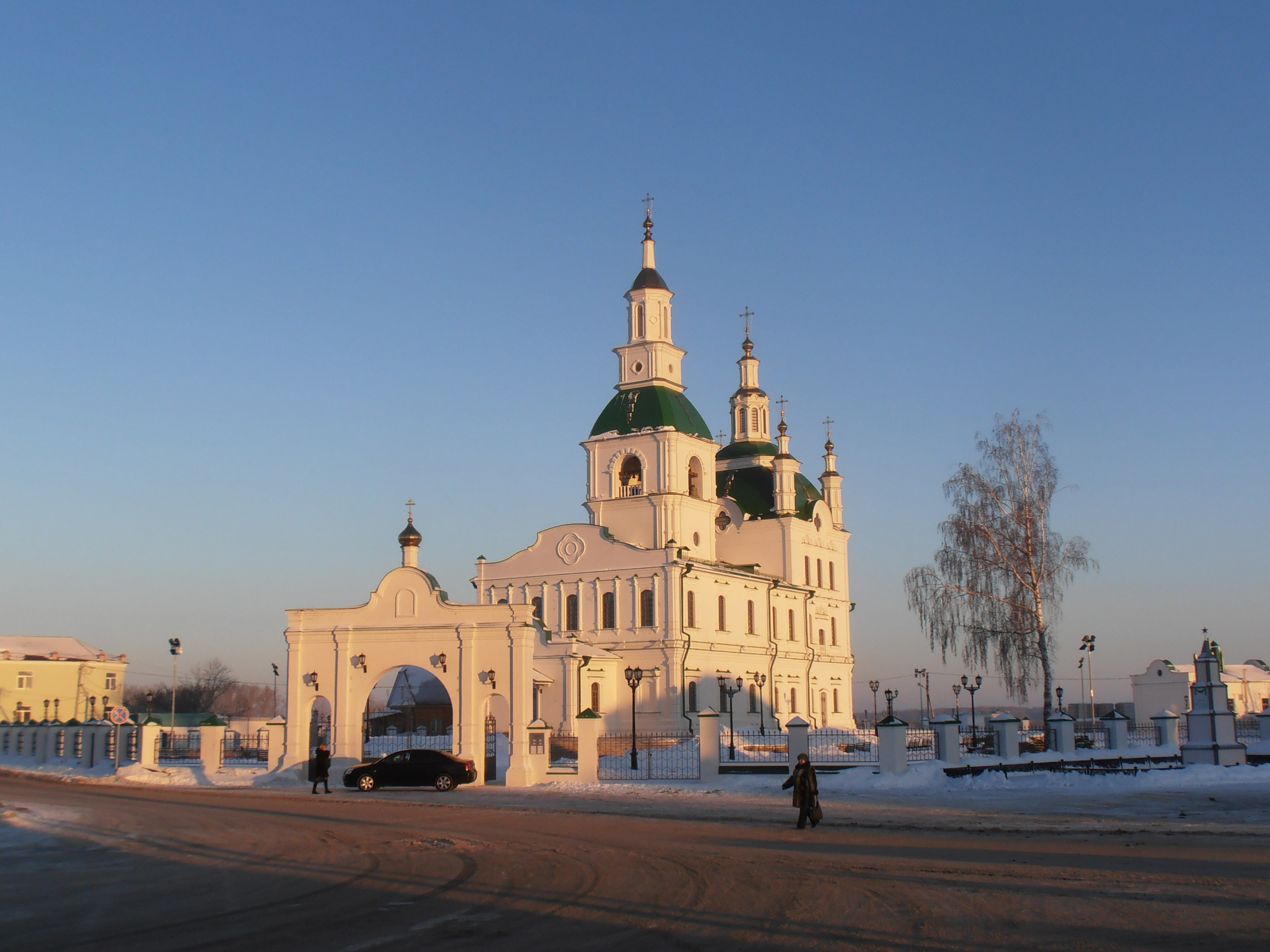
Cathédrale Sretenski à Ialoutorovsk
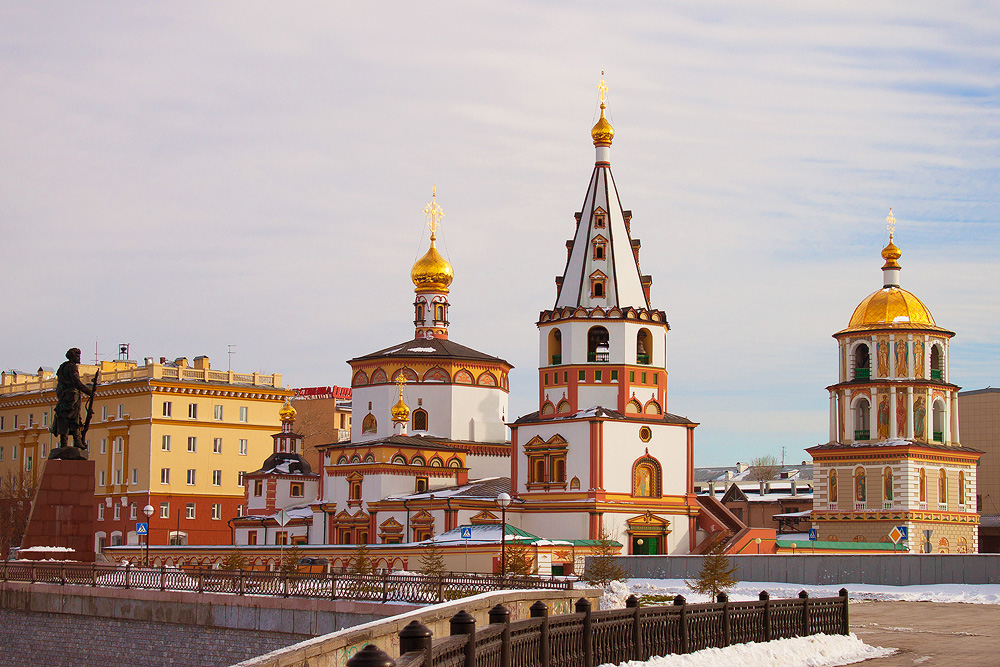
Cathédrale de l'Épiphanie d'Irkoutsk

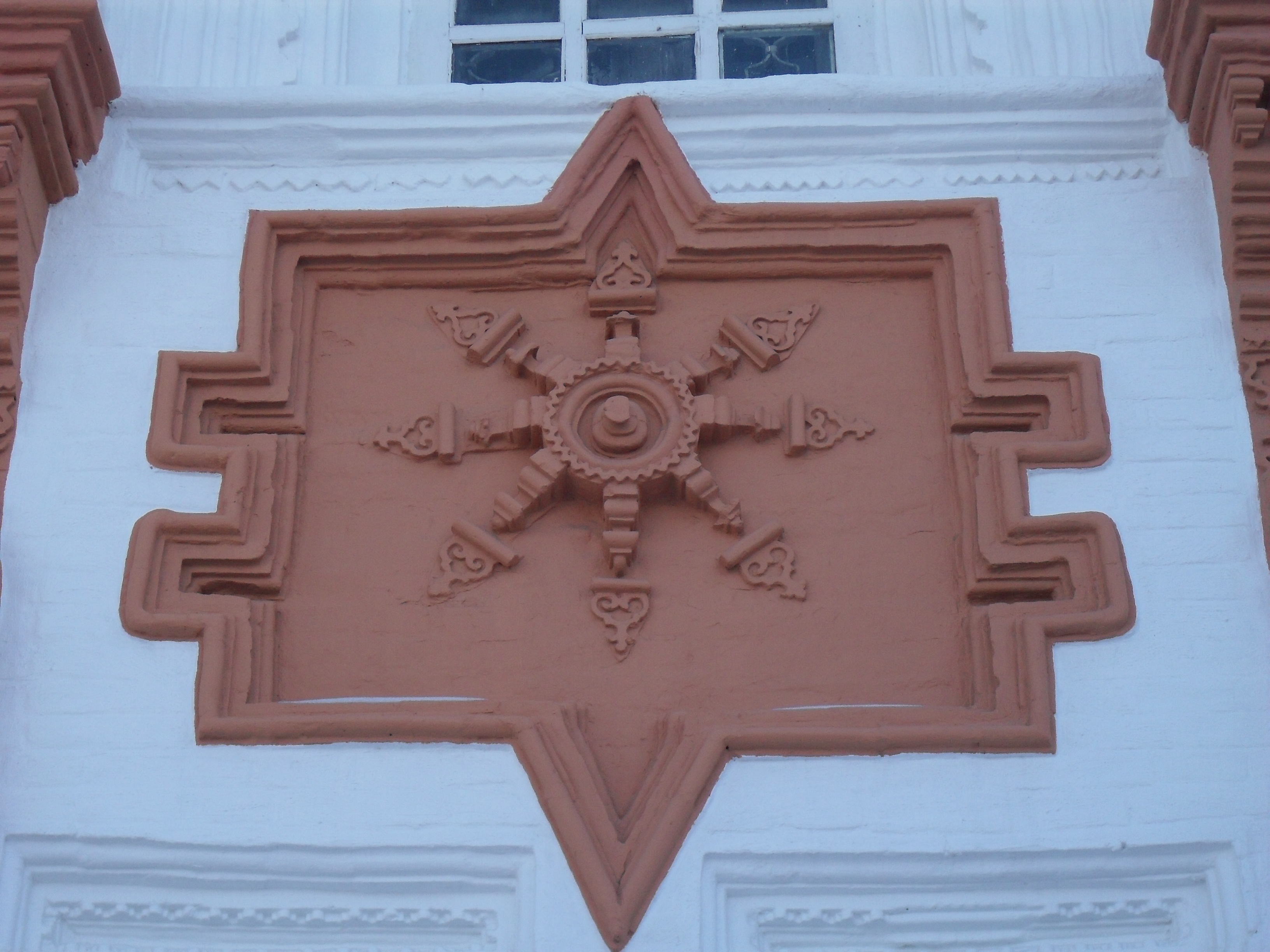
Dharmachakra sur la façade à Irkoutsk
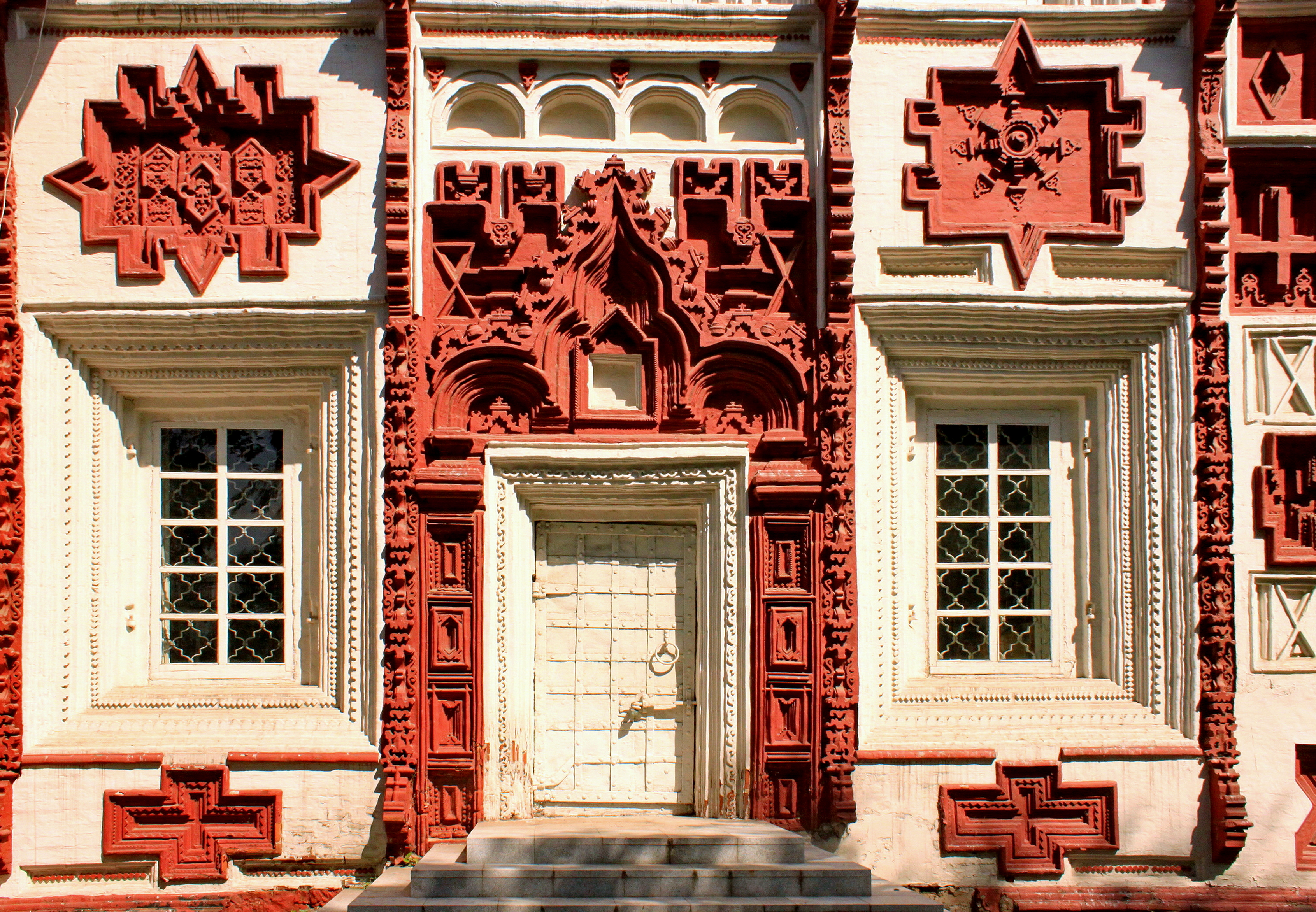
Décor de pierre de style baroque sibérien à Irkoutsk

## Édifices du baroque sibérien
- Cathédrale Sretenski à Ialoutorovsk ;
- Cathédrale de l'Épiphanie à Ichim (ville) ;
- Cathédrale de la Dormition d'Ienisseïsk ;
- Monastère de la Transfiguration du Sauveur de Ienisseïsk ;
- Église Vladimirskaïa à Irkoutsk (détruite en 1934) ;
- Église de l'Apparition de la Vierge  à Irkoutsk (ru) ;
- Église de l'Élévation de la Croix d'Irkoutsk ;
- Cathédrale de l'Épiphanie d'Irkoutsk ;
- Église Tikhvinskaïa à Irkoutsk (détruite en 1932) ;
- Église de la Trinité d'Irkoutsk (ru) ;
- Église Tchoudotvorskaïa à Irkoutsk (détruite en 1930) ;
- Cathédrale de la Présentation de Karpinsk ;
- Église de l'Intercession-de-la-Vierge à Khanty-Mansiïsk (ru) ;
- Cathédrale de l'Intercession de Krasnoïarsk ;
- Église du Sauveur à Minusinsk ;
- Cathédrale de la Transfiguration du Sauveur de Nijniaia Siniatchika ;
- Cathédrale militaire de la Résurrection à Omsk ;
- Cathédrale Odigitria d'Oulan-Oude ;
- Monastère Posolski de la Transfiguration du Sauveur (ru) ;
- Église de la Nativité de Jean le Baptiste de Solikamsk ;
- Église du Sauveur à Tara (Russie) ;
- Cathédrale Notre-Dame du Signe de Tioumen ;
- Cathédrale de la Trinité du monastère de Tioumen ;
- Église de l'Exaltation de la Croix de Tioumen ;
- Église Saint-Sauveur de Tioumen ;
- Église de l'archange Mikhaïl (Tobolsk) ;
- Cathédrale Sainte-Sophie de Tobolsk ;
- Église de l'Élévation de la Croix (Tobolsk) ;
- Église Zakharie et Élisabeth à Tobolsk ;
- Église de la Résurrection de Tomsk ;
- Cathédrale de l'Épiphanie de Tomsk (ru) ;
- Église de l'Apparition de Tomsk (ru) ;
- Monastère de la Vierge et d'Alekseiev à  Tomsk (ru) ;
- Cathédrale de la Transfiguration-du-Sauveur de Novokouznetsk ;
- Cathédrale du monastère de la Trinité à Touroukhansk ;
- Église de la Dormition à Verkhneïmbatskoe ;
- Cathédrale de la Sainte-Trinité de Verkhotourié